# Luverne (Minnesota)
Pour les articles homonymes, voir Luverne.
La ville de Luverne (en anglais [ləˈvərn]) est le siège du comté de Rock dans le Minnesota, aux États-Unis, le long de la Rock River. Sa population était de 4 745 habitants en 2010.
La ville est le carrefour de l'Interstate 90 (sens est-ouest et plus longue autoroute américaine) et l'U.S. Route 75 (sens nord-sud)
Le Parc d'État de Blue Mounds, qui abrite des troupeaux de bisons, se trouve juste au nord de la ville.

## Documentaire
La ville de Luverne est une des quatre villes américaines au travers desquelles la Seconde Guerre mondiale est racontée dans le long documentaire (14 heures) The War de Ken Burns. Le Palace Theater sur Main Street, qui venait d'être rénové et que l'on voit à plusieurs reprises dans le documentaire, a accueilli une avant-première de celui-ci le 6 septembre 2007. 

## Personnalités
- James Russell Wiggins, (en) (1903-2000), ancien éditeur exécutif du Washington Post et ancien ambassadeur américain aux Nations unies.
- Jim Brandenburg (en) (né en 1945) est un écologiste et photographe professionnel ayant travaillé 25 ans pour la National Geographic Society  mais également pour l'United States Postal Service et la BBC.
- Shantel Yvonne VanSanten, actrice et mannequin y est née le 25 juillet 1985.

## Dans la culture populaire
La plus grande partie de la saison 2 de la série Fargo se déroule à Luverne et dans le comté de Rock.

## Source
- (en) Cet article est partiellement ou en totalité issu de l’article de Wikipédia en anglais intitulé « Luverne, Minnesota » (voir la liste des auteurs).

1. ↑  « Population and Housing Unit Estimates » (consulté le 24 mars 2018)
2. ↑  Bureau du recensement des États-Unis, « Census of Population and Housing » (consulté le 20 juillet 2014)
3. ↑  « Population Estimates », Bureau du recensement des États-Unis (consulté le 20 juillet 2014)